# Urząd Trittau
Urząd Trittau (niem. Amt Trittau) – urząd w Niemczech w kraju związkowym Szlezwik-Holsztyn, w powiecie Stormarn. Siedziba urzędu znajduje się w miejscowości Trittau.
W skład urzędu wchodzi dziesięć gmin:
1. Grande
2. Grönwohld
3. Großensee
4. Hamfelde
5. Hohenfelde
6. Köthel
7. Lütjensee
8. Rausdorf
9. Trittau
10. Witzhave